# Guerra di successione polacca
La guerra di successione polacca avvenne nella prima metà del XVIII secolo e fu combattuta fra le maggiori potenze europee.
Dopo la morte di Augusto II di Polonia, scoppiò in Polonia una guerra civile per la successione al trono che ben presto si trasformò in un conflitto di scala continentale. Le altre potenze europee, infatti, approfittarono della crisi dinastica del paese per perseguire i propri interessi nazionali, riaccendendo ostilità precedenti.
Di fatto il conflitto fu in larga parte un nuovo scontro tra i Borbone e gli Asburgo, i quali si erano già combattuti nella precedente guerra di successione spagnola, il grande conflitto europeo scoppiato un trentennio prima.
Francia e Spagna, le due maggiori potenze borboniche, agirono con l'intenzione di minacciare il potere degli Asburgo nell'Europa occidentale, così come il Regno di Prussia, mentre Sassonia e Russia si mobilitarono per sostenere il candidato al trono che risultò poi vincitore. I combattimenti in Polonia portarono all'incoronazione di Augusto III, sostenuto politicamente dagli Asburgo, oltre che dalla Russia e dalla Sassonia.
Le principali campagne militari e battaglie della guerra si svolsero al di fuori della Polonia. I Borbone, sostenuti dal re di Sardegna Carlo Emanuele III, si mossero contro i territori isolati degli Asburgo in Italia.
Il conflitto portò a grandi riassetti territoriali, principalmente in Italia meridionale e nei confini orientali francesi. In Renania, la Francia conquistò il Ducato di Lorena, in Italia la Spagna riacquistò il controllo dei regni di Napoli e Sicilia, persi nella Guerra di successione spagnola, mentre i guadagni territoriali nell'Italia settentrionale furono limitati, nonostante le sanguinose campagne avvenute in questo teatro. Nonostante avesse firmato un trattato difensivo con l'Austria nel 1731, la Gran Bretagna fu riluttante nel sostenere la potenza asburgica, dimostrando così la fragilità dell'alleanza anglo-austriaca.
Sebbene nel 1735 fosse raggiunta una pace preliminare, la guerra si concluse formalmente con il Trattato di Vienna (1738), nel quale Augusto III fu confermato re di Polonia e il suo avversario Stanislao I fu insignito dalla Francia del Ducato di Lorena. Francesco Stefano, duca di Lorena, ricevette il Granducato di Toscana come risarcimento per la perdita dei propri possedimenti. Il Ducato di Parma andò all'Austria, mentre Carlo III di Spagna ottenne le corone di Napoli e della Sicilia, con conseguente guadagno territoriale per i Borbone. La Polonia cedette anche i diritti sulla Livonia e il controllo diretto sul Ducato di Curlandia e Semigallia, che, pur rimanendo un feudo polacco, non fu integrato nella Polonia vera e propria, subendo una forte influenza russa che si concluse solo con la caduta dell'Impero russo nel 1917.

## L'Europa tra il 1714 e il 1733
All'indomani della firma dei trattati di Utrecht (1713) e Rastatt (1714), i quali avevano messo fine alla guerra di successione al regno di Spagna, si aprì un ventennio caratterizzato da grande instabilità nei rapporti tra tutte le potenze europee appena uscite dal conflitto. 
L'instabilità era dovuta essenzialmente al fatto che gli accordi sottoscritti avevano lasciato insoddisfatti quasi tutti i firmatari, seppur per ragioni diverse. Infatti, alcune nazioni avevano interesse al mantenimento della pace fondata sugli impegni di Utrecht e Rastatt soprattutto per rinstaurare le dissanguate finanze, come nel caso della Francia, o consolidare i vantaggi economico-commerciali raggiunti, come nel caso della Gran Bretagna e dei Paesi Bassi; altre, invece, come la Spagna e l'Austria, seppur per ragioni ancora diverse, tendevano a rimettere in discussione una buona parte degli impegni sottoscritti. La Spagna, per mano del nuovo primo ministro cardinale Alberoni, aveva adottato una politica aggressiva verso gli altri paesi cofirmatari dei trattati e le motivazioni che l'avevano spinta a tanto erano essenzialmente due. Innanzitutto l'insoddisfazione del nuovo re per la perdita di tutti i possedimenti europei, seppur in cambio di un trono. La seconda ragione risiedeva nel fatto che la regina, Elisabetta Farnese, aveva avuto da Filippo V due figli, Carlo e Filippo, ai quali era preclusa quasi ogni possibilità di successione al trono, privilegio spettante innanzitutto ai figli avuti dal sovrano nel suo precedente matrimonio con Maria Luisa Gabriella di Savoia, figlia terzogenita di Vittorio Amedeo II. Questa preclusione spingeva la nuova regina di Spagna a cercare di procurarsi feudi da assegnare ai propri, legittimi figli, possibilmente mediante il parziale recupero dei territori ceduti a conclusione della guerra di successione.

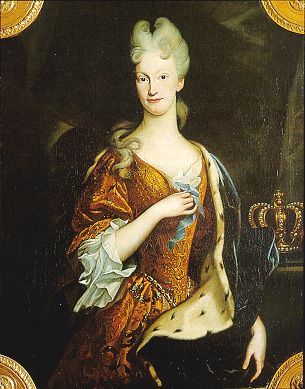
Elisabetta Farnese, regina di Spagna

L'Austria, dal canto suo, era agitata da un altro problema, quello della successione al trono, dovuto al fatto che Carlo VI intendeva assicurare non solo il diritto di successione alla propria discendenza diretta, ma anche eventualmente secondo una linea femminile, contrariamente a quanto avvenuto sempre in passato. Questo problema fu risolto da Carlo VI nell'anno 1713 attraverso l'emanazione di una "prammatica sanzione" mediante la quale, sconvolgendo proprio tutti i consolidati accordi interni della casa d'Asburgo, trasferiva la linea di successione alla propria discendenza, anche per via femminile. La qual cosa richiedeva, comunque, un riconoscimento interno e internazionale, per ottenere il quale Carlo VI fu costretto a fare molte concessioni nel corso delle numerose trattative diplomatiche che caratterizzarono il suo regno.

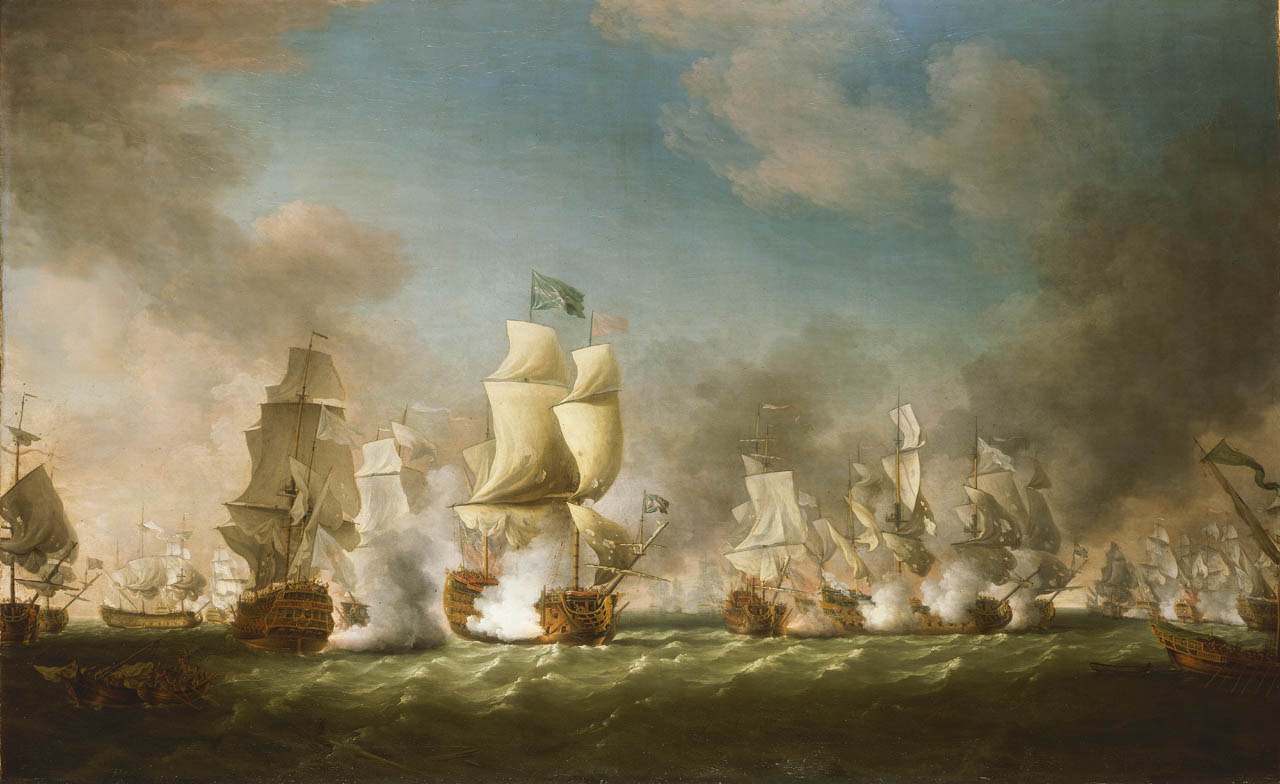
La battaglia navale di Capo Passero (1718)

Questa instabilità politica e diplomatica si manifestò comunque attraverso una serie di conflitti di portata piuttosto limitata, tali cioè da non coinvolgere tutti gli Stati d'Europa contemporaneamente, così come era avvenuto per il grande conflitto precedente. La Spagna fu la prima a muoversi sul piano militare, occupando prima la Sardegna, in mano agli Asburgo, poi la Sicilia territorio sabaudo di recente acquisizione. Questa iniziativa provocò la formazione di una triplice alleanza (1717), del tutto atipica, tra la Francia, l'Inghilterra e l'Olanda, cui si aggiunse successivamente anche l'Austria. L'alleanza un anno dopo diede i suoi primi risultati, mediante il conseguimento di un'importante vittoria a Capo Passero, dove la flotta spagnola fu pesantemente sconfitta (1718).
Nello stesso anno la guerra ebbe fine con la pace di Londra e, successivamente, con il trattato dell'Aia vi fu un cambio di isole italiane tra Asburgo e Savoia: ai primi andò la Sicilia (allora più ricca rispetto all'isola sarda) e il titolo regio di Vittorio Amedeo II cambiò da Re di Sicilia (trattato di Utrecht) a Re di Sardegna; i Savoia porteranno questo titolo fino all'unificazione d'Italia. Per il resto non si ebbero altri sostanziali cambiamenti del trattato di Rastatt (1714).
Questa nuova situazione provocò il riavvicinamento tra Filippo V e Luigi XV che avrebbe dovuto essere suggellato dal matrimonio di Luigi con una delle figlie del re di Spagna e, contemporaneamente, con l'ufficializzazione dell'appoggio della Francia alle pretese di don Carlo sul Ducato di Parma e Piacenza e sul Granducato di Toscana.
Neanche questo accordo produsse effetti concreti, a causa del venir meno delle programmate nozze: quando il Re di Francia raggiunse l'adolescenza si decise che era urgente farlo convolare rapidamente a nozze (con la principessa polacca Maria Leszczyńska) per generare un erede legittimo, mentre la principessa spagnola era ancora una bambina. La conseguenza fu un riavvicinamento della Spagna all'Austria, sterile anch'esso. Gli interessi spagnoli in Italia, infatti, mal si conciliavano con la volontà degli Asburgo di mantenere il loro predominio sulla penisola.
A questo ulteriore fallimento di alleanza, altri ne seguirono, fino a che, nel 1731, con l'estinzione della dinastia Farnese, il Ducato di Parma e Piacenza passò nelle mani di don Carlo in forza del trattato di Siviglia del 1729, sottoscritto tra la Francia, la Spagna e l'Inghilterra. La qual cosa provocò l'intervento militare austriaco e il Ducato dovette subire l'occupazione asburgica.
Questa occupazione non produsse, però, alcuna significativa conseguenza sul piano militare, per il rifiuto dell'Inghilterra di intervenire nella vicenda e il conseguente disimpegno della Francia, dettato dall'intuizione della diplomazia francese che vi fosse un tacito accordo tra la Gran Bretagna e l'Austria. Il disimpegno contemporaneo della Francia e della Gran Bretagna consentì l'accordo tra la Spagna e l'Austria in forza del quale l'Austria cedeva Parma, Piacenza e la Toscana a don Carlo, in cambio del riconoscimento della prammatica sanzione da parte della Spagna.
Due primi obiettivi erano stati raggiunti: Elisabetta Farnese aveva finalmente ottenuto un trono per il suo primogenito e Carlo VI si era assicurato il riconoscimento della successione della figlia Maria Teresa da parte della Spagna, anche se, formalmente, questo accordo non era stato ancora sottoscritto.

## Le cause

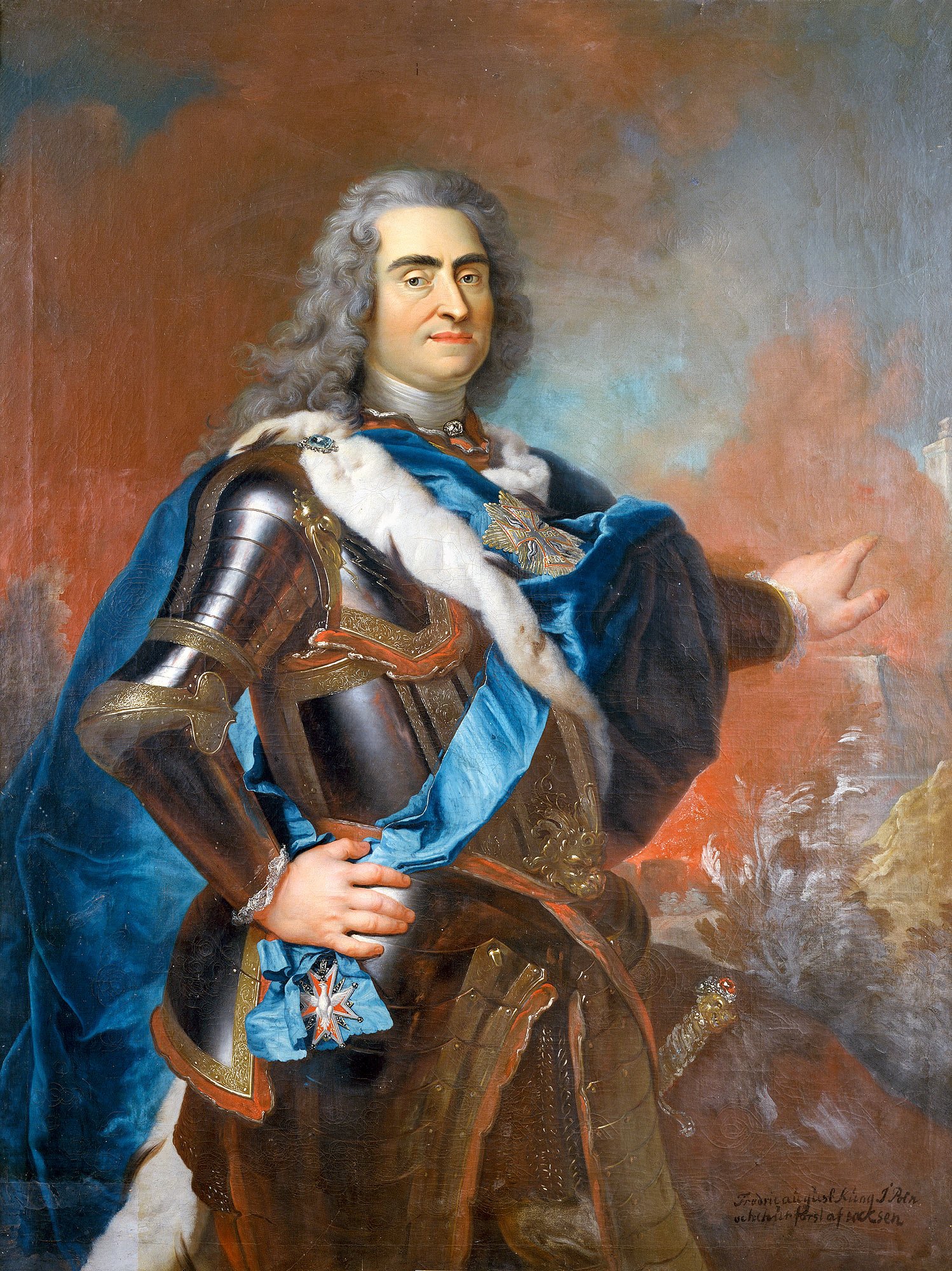
La morte di re Augusto II fu una delle cause scatenanti del conflitto in Polonia

Mappa della Confederazione nel 1701, con i confini identici a quelli del 1733.

Mentre avevano luogo questi avvenimenti, si apriva un altro grave contenzioso tra tutte le maggiori potenze d'Europa, questa volta anche con il coinvolgimento della Russia e della Prussia. La vicenda, nota come "guerra di successione polacca", prese avvio nell'anno 1733 con la morte di re Augusto II appartenente alla dinastia Wettin.
Prima di addentrarci, però, nelle vicende legate alla nuova guerra di successione, si rende necessario fornire qualche cenno sul tipo di monarchia operante in Polonia. Diversamente, la guerra di successione polacca resta di difficile comprensione.
In breve e facendo un piccolo passo indietro, con la morte senza eredi legittimi di Sigismondo II Augusto di Polonia, avvenuta nell'anno 1572, si era estinta la dinastia Jagelloni che regnava sul trono polacco da circa due secoli, e aveva preso avvio il periodo cosiddetto dei Re eletti, essendo stata soppressa l'ereditarietà dinastica. Tale periodo ebbe durata fino alla rivoluzione francese. In questo arco di tempo si alternarono sovrani appartenenti alle dinastie Valois, Vasa, Sobieski, Wettin, Poniatowski, i quali venivano eletti da una Dieta a ogni apertura di successione, coincidente con la morte del sovrano.
Ciò detto, si comprende facilmente come il problema legato alla successione di Augusto II di Sassonia in Polonia, fosse ben diverso dal problema legato alla successione di Carlo II in Spagna. Ovvero, mentre nel caso della Spagna il contenzioso era nato per gli appetiti delle dinastie, interessate all'acquisizione diretta dei possedimenti spagnoli eventualmente anche mediante lo smembramento del regno; nel caso della Polonia l'interesse delle dinastie regnanti in Europa era, invece, quello di installare sul trono un monarca che facesse gravitare il suo regno in una certa zona di influenza piuttosto che in un'altra e che, al momento opportuno, in caso di conflitto o di negoziati diplomatici aumentasse il peso di un'alleanza piuttosto che di un'altra. In altri termini, si trattava di installare sul trono polacco un monarca, diremmo oggi, a sovranità limitata, ovvero, sotto tutela.
La situazione politica europea dell'anno 1733 vedeva schierati da una parte la triplice alleanza costituitasi nell'anno precedente tra la Zarina di Russia Anna Ivanovna, il Re di Prussia Federico Guglielmo I e la Casa d'Austria rappresentata da Carlo VI d'Asburgo. Questa alleanza era conosciuta anche come "trattato delle tre aquile nere". Dall'altra, l'alleanza tra Luigi XV Re di Francia e Filippo V Re di Spagna, entrambi Borbone e legati dal vecchio patto che aveva già visto uniti i rispettivi troni nel corso della precedente "guerra di successione spagnola".

## La morte di Augusto II

### Preparazione alla guerra
Per tutta la primavera e l'estate del 1733, la Francia ammassò forze lungo i suoi confini settentrionali e orientali, mentre l'imperatore dispose truppe sui confini polacchi, riducendo a tal fine le guarnigioni nel Ducato di Milano. Nonostante l'anziano principe Eugenio di Savoia, all'epoca settantunenne, avesse raccomandato all'imperatore un atteggiamento più bellicoso contro le potenziali azioni della Francia nella valle del Reno e nell'Italia settentrionale, furono fatti solo passi minimi per migliorare le difese imperiali sul Reno.
Il marchese de Monti, l'ambasciatore francese a Varsavia, convinse le famiglie rivali di Potocki e Czartoryski a unirsi dietro Stanislao. Teodor Potocki, primate di Polonia e interrex dopo la morte di Augusto, convocò il sejm nel marzo 1733. I delegati di questo del parlamento approvarono una risoluzione che vietava la candidatura degli stranieri; ciò avrebbe escluso esplicitamente sia Emanuele del Portogallo sia il figlio di Augusto II, Federico Augusto l'elettore di Sassonia.
Federico Augusto negoziò accordi con l'Austria e la Russia nel luglio 1733. In cambio del sostegno russo, accettò di rinunciare a qualsiasi pretesa polacca rimanente in Livonia, e promise ad Anna di Russia la sua scelta di succedere al Ducato di Curlandia, un feudo polacco (di cui era stata duchessa prima della sua ascesa al trono russo) che sarebbe altrimenti passato sotto il diretto dominio polacco alla morte dell'attuale duca, Ferdinando Kettler, che non aveva eredi. All'imperatore austriaco promise il riconoscimento della Pragmatica Sanzione del 1713, un documento volto a garantire l'eredità del trono d'Austria a Maria Teresa, la figlia maggiore di Carlo.
In agosto, i nobili polacchi si riunirono per il sejm elettorale. L'11 agosto, 30000 truppe russe sotto il feldmaresciallo Peter Lacy entrarono in Polonia nel tentativo di influenzare la decisione del sejm. Il 4 settembre la Francia dichiarò apertamente il suo sostegno a Leszczyński, che il 12 settembre venne eletto re da un sejm composto da 12000 delegati. Un gruppo di nobili, guidato da magnati lituani tra cui il duca Michael Wiśniowiecki (l'ex gran cancelliere lituano nominato da Augusto II), attraversò la Vistola per raggiungere Praga e per la protezione offerta dalle truppe russe. Il gruppo, composto da circa 3000 persone, il 5 ottobre elesse Federico Augusto II re di Polonia con il nome di Augusto III. Nonostante questo gruppo fosse una minoranza, la Russia e l'Austria, intente a mantenere la loro influenza all'interno della Polonia, riconobbero Augusto come re.
Il 10 ottobre la Francia dichiarò guerra all'Austria e alla Sassonia. Luigi XV fu poi raggiunto da suo zio, il re Filippo V di Spagna, che sperava di assicurarsi dei territori in Italia per i suoi figli con il secondo matrimonio con Elisabetta Farnese. In particolare, egli sperava di assicurarsi Mantova per il figlio maggiore, Don Carlo, che era già Duca di Parma e che aveva l'aspettativa del Granducato di Toscana, e i Regni di Napoli e di Sicilia per il figlio minore, Don Filippo. Ai due monarchi borbonici si aggiunse anche Carlo Emanuele di Savoia, che sperava di ottenere dei vantaggi dai ducati austriaci di Milano e Mantova.

### L'isolamento austriaco
Quando scoppiarono le ostilità, gli austriaci avevano sperato in aiuti da parte delle potenze marittime, dalla Gran Bretagna e dalla Repubblica Olandese. Ne furono delusi, poiché sia gli olandesi sia gli inglesi scelsero di perseguire una politica di neutralità. Il primo ministro britannico sir Robert Walpole giustificò il non intervento della Gran Bretagna insistendo sul fatto che l'Alleanza anglo-austriaca concordata nel trattato di Vienna del 1731 era un accordo puramente difensivo, mentre l'Austria era in questo caso l'aggressore. Questa posizione fu attaccata dai filo-austriaci inglesi che volevano aiutare gli austriaci contro la Francia, ma la posizione dominante di Walpole assicurò che la Gran Bretagna restasse fuori dal conflitto. I francesi, non volendo provocare la Gran Bretagna, scelsero accuratamente non varcare ne nel territorio dei Paesi Bassi austriaci, ne in quello del Sacro Romano Impero, che avrebbero potuto attirare l'una o l'altra potenza nel conflitto.
Al confine meridionale dell'Austria, la Francia nel novembre del 1733 negoziò il trattato segreto di Torino con Carlo Emanuele e si preparò per le operazioni militari nell'Italia settentrionale. Concluse il trattato (anch'esso segreto) dell'Escorial con la Spagna, che comprendeva promesse di assistenza francese nella conquista spagnola di Napoli e della Sicilia. La Francia fece anche delle proposte diplomatiche alla Svezia e all'Impero ottomano nel tentativo infruttuoso di coinvolgerli nel conflitto a sostegno di Stanislao.
Gli austriaci rimasero così per lo più privi di efficaci alleati esterni alle loro frontiere meridionali e occidentali. I loro alleati russi e sassoni furono occupati dalla campagna di Polonia, e l'imperatore diffidava di Federico Guglielmo I di Prussia, che era disposto a fornire un aiuto. Le divisioni all'interno dell'impero influenzarono anche l'aumento delle truppe nel 1733, poiché Carlo Alberto di Baviera, che nutriva l'ambizione di diventare il prossimo imperatore del Sacro Romano Impero, firmò un accordo segreto con la Francia nel novembre 1733, e cercò, con scarso successo, di dissuadere gli altri governanti dell'impero dalla famiglia Wittelsbach dal fornire truppe all'imperatore in base agli obblighi del trattato. Mentre la stessa Gran Bretagna non fornì il suo sostegno, l'elettorato di Hannover, dove anche Giorgio II regnò come Elettore Imperiale, si dimostrò disposto ad aiutare. Il 9 aprile 1734 fu dichiarata una Reichskrieg (guerra imperiale) contro la Francia, obbligando tutti gli stati imperiali a partecipare.

## La successione e la guerra
Al momento dell'apertura della successione, la Francia, che aveva mal digerito tutte le concessioni fatte attraverso i trattati di Utrecht (1713) e Rastadt (1714), tentò di recuperare una parte del potere perduto cercando di imporre la candidatura di Stanislao Leszczyński, del quale Luigi XV aveva sposato la figlia, e che raccoglieva anche il consenso della Dieta polacca. Ma a questa candidatura si opponeva quella di Federico Augusto II, Elettore di Sassonia, appoggiato dalla triplice alleanza, ma soprattutto dalla Russia, che già da alcuni anni si era affacciata ai confini occidentali del suo impero con lo scopo di far sentire il peso della potenza zarista nel cuore dell'Europa.

### Polonia
Con un'abile manovra il primo ministro francese, il cardinale Andrea de Fleury, riuscì a porre sul trono il Leszczyński, tuttavia l'intervento russo ribaltò le carte in tavola:
I russi, comandati da Peter Lacy, attraversarono il confine il 31 luglio 1733 e il 20 settembre apparvero nei pressi di Varsavia. All'inizio di ottobre, arrivarono nelle vicinanze di Praga vicino al villaggio di Kiszkowo, qui sotto la protezione dei russi, il partito sassone, in minoranza, riuscì a eleggere Augusto come erede.
Inizialmente, le forze austriache e sassoni avrebbero dovuto avere il ruolo principale durante l'intervento nel paese, ed un corpo russo le avrebbe eventualmente sostenute. Tuttavia, lo scoppio della guerra con la Francia costrinse gli Asburgo a trasferire le loro forze in Lorena e l'Austria spinse la Russia ad assumersi l'intero onere dell'intervento. I russi diressero tre corpi d'armata verso i confini della Repubblica. Le truppe sotto il comando di Peter Lacy, a cui fu affidato il comando generale delle forze russe, si prepararono per le operazioni in Livonia. Il corpo al comando del generale Artemija Zagriażski invece concentrò le sue truppe nelle vicinanze di Smolensk. Il terzo dei corpi sotto il comando del generale Weissbach si concentrò nelle vicinanze di Kiev. In totale, la forza dei tre corpi può essere stimata in 75-90000 soldati. Un ulteriore corpo del generale Izmailov si trovava invece in riserva. L'esercito di Lacy marciò attraverso il territorio del Granducato di Lituania fino ad arrivare a Varsavia senza incontrare molte resistenze, i magnati lituani erano infatti favorevoli al candidato della casa Wettin. Inoltre il comandante di stanza nel Granducato Michał Serwacy Wiśniowiecki, aveva a disposizione solo tremila uomini e perciò decise di non intervenire.
Józef Potocki, al comando delle truppe della corona polacca concentrate vicino a Varsavia, inizialmente ebbe l'intenzione di difendere la capitale dai Russi, cercandoli di fermare nell'atto di attraversare la Vistola. Ma cambiò idea temendo di essere sconfitto e di perdere l'esercito, che costituiva l'unico garante del suo potere. Dopo diversi attacchi dimostrativi contro l'ambasciata russa, Potocki ritirò l'esercito a Radom, senza fare alcun tentativo di resistere al nemico. Leszczyński e i magnati che lo sostenevano, così come la nobiltà e i funzionari dello stato, furono costretti a lasciare Varsavia a causa del comportamento di Potocki.
L'opportunità di fermare almeno temporaneamente i russi sul fiume venne sprecata, questo se fosse avvenuto avrebbe potuto avere un grande impatto psicologico. Potocki divise le sue forze in più parti e evitò costantemente di ingaggiare battaglia con i russi. Le forze della Corona non superavano i 8000-9000. Potocki dovette lasciare alcune delle sue truppe, tra cui della fanteria, dei dragoni e dell'artiglieria, nelle fortezze in Ucraina, infatti temeva che i russi volessero innescare una rivolta anti-polacca tra i contadini o una haidamaka (rivolta di cosacchi e contadini) nella zona, il che avrebbe complicato seriamente la situazione già precaria in cui si trovava lo stato.
Leszczyński con le guardie reali e i ministri si ritirò a Danzica, città amica, dove era appoggiato dai cittadini, per lo più quelli tedeschi. Fino all'inizio del luglio 1734, la città divenne un centro di resistenza contro la violazione della libertà elettorale.
Il 15 novembre 1733, Peter Lacy riuscì a giungere fino a Łowicz, prima che l'inverno fermasse la sua avanzata. Nel frattempo, in Sassonia, i preparativi per la cattura di Cracovia erano alla fine. La cattura della città fu il primo obiettivo dell'esercito sassone, in quanto questa era la città dove avveniva l'incoronazione dei monarchi polacchi, e quindi il suo possesso sarebbe servito per eseguire la cerimonia d'incoronazione di Augusto III.
Il compito di difendere Cracovia fu assunto dal voivoda di Lublino Jan Tarło, che comandava la pospolite ruszenie (milizie) di Cracovia e di Sandomierz. Il 7 gennaio il corpo sassone del generale Diemer attraversò il confine polacco nella zona di Tarnowskie Góry. Un tentativo di fermare la loro marcia da parte delle truppe di Tarła si concluse con una grave sconfitta. Cracovia fu conquistata. Tuttavia, fu la fine dei successi sassoni perché Jan Tarło riuscì a potenziare le proprie forze nella provincia di Cracovia. Nella battaglia di Miechów, i polacchi comandati da Adam Tarła riuscirono a sconfiggere un'unità sassone, il che rallentò temporaneamente l'avanzata sassone su Danzica. Tuttavia, Tarła non riuscì a riconquistare Cracovia.
Il 16 gennaio 1734 Lacy occupò la città di Torun, i cui abitanti prestarono giuramento ad Augusto III e accettarono la guarnigione russa. Lacy riuscì a portare a Danzica solo 12000 soldati, il che non fu sufficiente per assediarla, perché il numero degli assediati superava le forze degli assedianti. Oltre ai polacchi, la città ospitava anche ingegneri francesi e alcuni ufficiali svedesi. A partire dal 22 febbraio iniziò l'assedio della città. Il 5 marzo 1734, il feldmaresciallo Burkhard Christoph von Münnich, al comando di truppe di rinforzo russe, arrivò a Danzica e sostituì Lacy al comando. Il 9 marzo le truppe russe riuscirono a catturare i sobborghi cittadini. Il 18 aprile arrivarono i cannoni e iniziò il bombardamento, e poco tempo dopo anche i rinforzi sassoni al comando di Giovanni Adolfo II di Sassonia. Allo stesso tempo, arrivò una squadriglia navale francese in soccorso di Stanislao, ma il gruppo di sbarco non trovò l'opportunità di entrare in città, poiché Münnich prese il forte di Sommerschanz, in questo modo controllando il porto, così i francesi risalirono a bordo delle navi e si misero in mare. Negli ultimi giorni di aprile Münnich decise di attaccare il forte di Hagelsberg. L'assalto, tuttavia, si concluse con un fallimento: le perdite nell'azione furono di 2000 morti e feriti. Il 13 maggio, 11 navi francesi apparvero di nuovo in mare, facendo sbarcare 2000 soldati. Il 16 maggio questi attaccarono le trincee russe, mentre gli assediati fecero una sortita fuori dalla città, tuttavia entrambi vennero respinti.
All'inizio di giugno, arrivò la flotta russa con l'artiglieria, lo squadrone navale francese così, lasciò le truppe a Weichselmünde e si ritirò, perdendo una fregata, che rimase incagliata. Münnich ricevuta l'artiglieria, cominciò a bombardare Weichselmünde, e il 12 giugno i francesi la consegnarono. Il giorno dopo, la fortificazione di Münde si arrese. Il 28 giugno 1734, Danzica capitolò, e Stanislao fu costretto a fuggire ancora: prima travestito da contadino, a Königsberg, capitale prussiana, dove il re Federico Guglielmo I rifiutò di consegnarlo come richiesto dai russi, e poi in Francia. Dopo di che la maggior parte dei magnati polacchi si schierò dalla parte di Augusto Il, in quello che divenne noto come il Sejm della Pacificazione, tenutosi nel giugno-luglio 1736, Augusto fu confermato re di Polonia e Granduca di Lituania.
Piegate le forze nemiche, le truppe russe rimasero comunque di stanza in Lituania e nella Polonia orientale, poiché la Sassonia desiderava avere truppe vicino al suo confine, a causa della posizione insicura della Prussia nella guerra.
La fuga del candidato francese fu una mortificazione per la Francia che non tardò a reagire scatenando un'offensiva bellica contro l'Austria, sua eterna rivale nonché alleata della Russia. Lo scacchiere era lo stesso della precedente guerra di successione: l'Italia, la Renania e la Lorena.

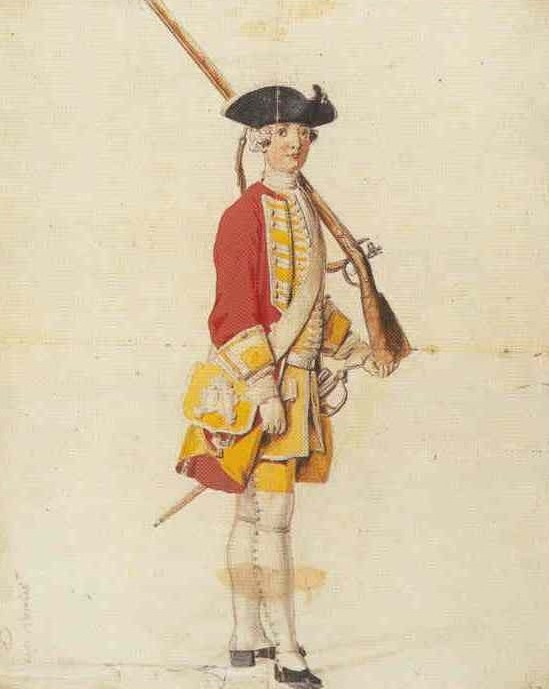
Fuciliere sassone del periodo
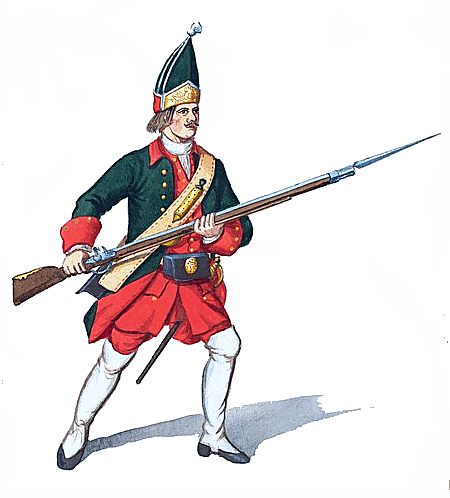
Granatiere russo nel 1732

### Renania
Dopo aver dichiarato guerra il 10 ottobre, la Francia tre giorni dopo aprì le ostilità: dopo aver invaso il Ducato di Lorena, i francesi costruirono due ponti sul Reno, uno vicino a Germersheim, l'altro vicino a Oberhausen. Il 12 ottobre 1733 le truppe francesi attraversarono il Reno a Kehl e attaccarono la fortezza locale, difesa da 1306 uomini delle truppe distrettuali e 106 uomini della fanteria austriaca, sotto il feldmaresciallo del Württemberg, e il tenente Ludwig Dietrich von Pfuhl. La fortezza capitolò il 29 ottobre; la Francia così ottenne il controllo di entrambi gli obiettivi prefissati in poche settimane.
Tuttavia le truppe francesi non avanzarono in territorio nemico: incapace di attaccare direttamente l'Austria, e non volendo invadere gli Stati tedeschi che erano intervenuti, per paura di trascinare la Gran Bretagna e le provincie unite nel conflitto, la Francia consolidò la sua posizione in Lorena, e ritirò le sue truppe oltre il Reno per l'inverno.

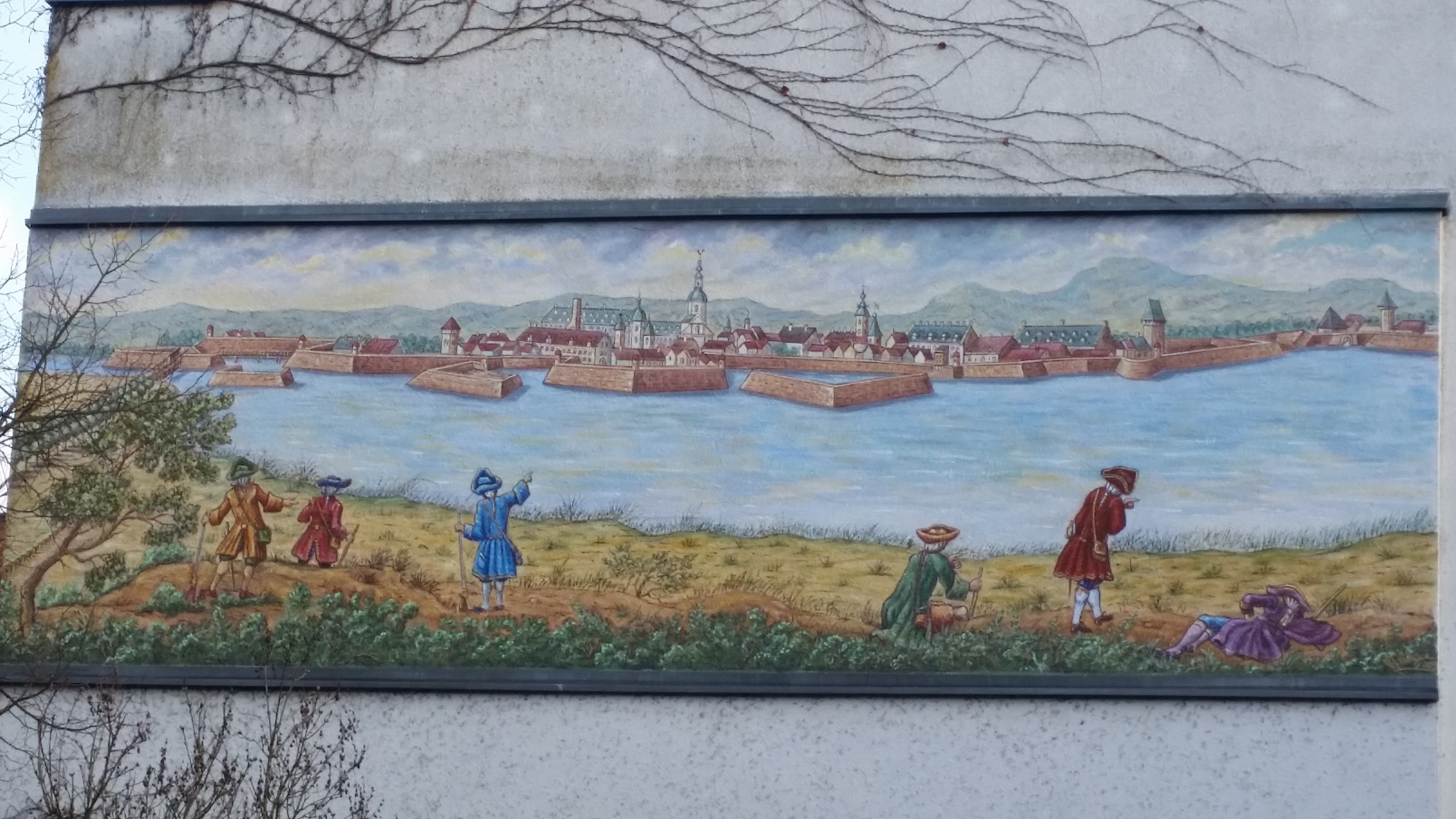
Affresco del forte di Philippsburg, nell'omonima città

L'imperatore mobilitò le sue forze in risposta agli attacchi francesi e iniziò il richiamo delle truppe dai vari stati dell'impero, stabilendo una linea difensiva a Ettlingen, vicino a Karlsruhe. Durante l'inverno le truppe imperiali si riunirono vicino a Heilbronn, ma l'esercito radunato era numericamente inferiore ai 70000 uomini dei francesi. Il barone Gottfried Ernst von Wuttgenau ricevette il comando della fortezza di Philippsburg dal principe Eugenio nel dicembre 1733.
Nella primavera del 1734 i francesi al comando del duca di Berwick, risalirono la valle del Reno con un forte esercito per strappare la fortezza di Philippsburg agli Imperiali. Berwick riuscì ad aggirare con successo la linea di difesa nemica, e il principe Eugenio di Savoia fu costretto a ritirare le proprie forze nell'accampamento imperiale di Heilbronn. Questa mossa spianò la strada all'esercito francese. Il 1º giugno 1734 iniziò l'assedio della fortezza, che fu circondata da 60000 uomini.
L'esercito di soccorso imperiale, composto da circa 35000 uomini sotto il principe Eugenio, affiancato dal principe ereditario Federico II di Prussia, non riuscì a rompere l'assedio: il Savoia fece alcuni tentativi di liberare la fortezza, ma non attaccò mai in modo decisivo l'esercito assediante, a causa dell'inferiorità numerica e della qualità relativamente scarsa delle truppe a disposizione.

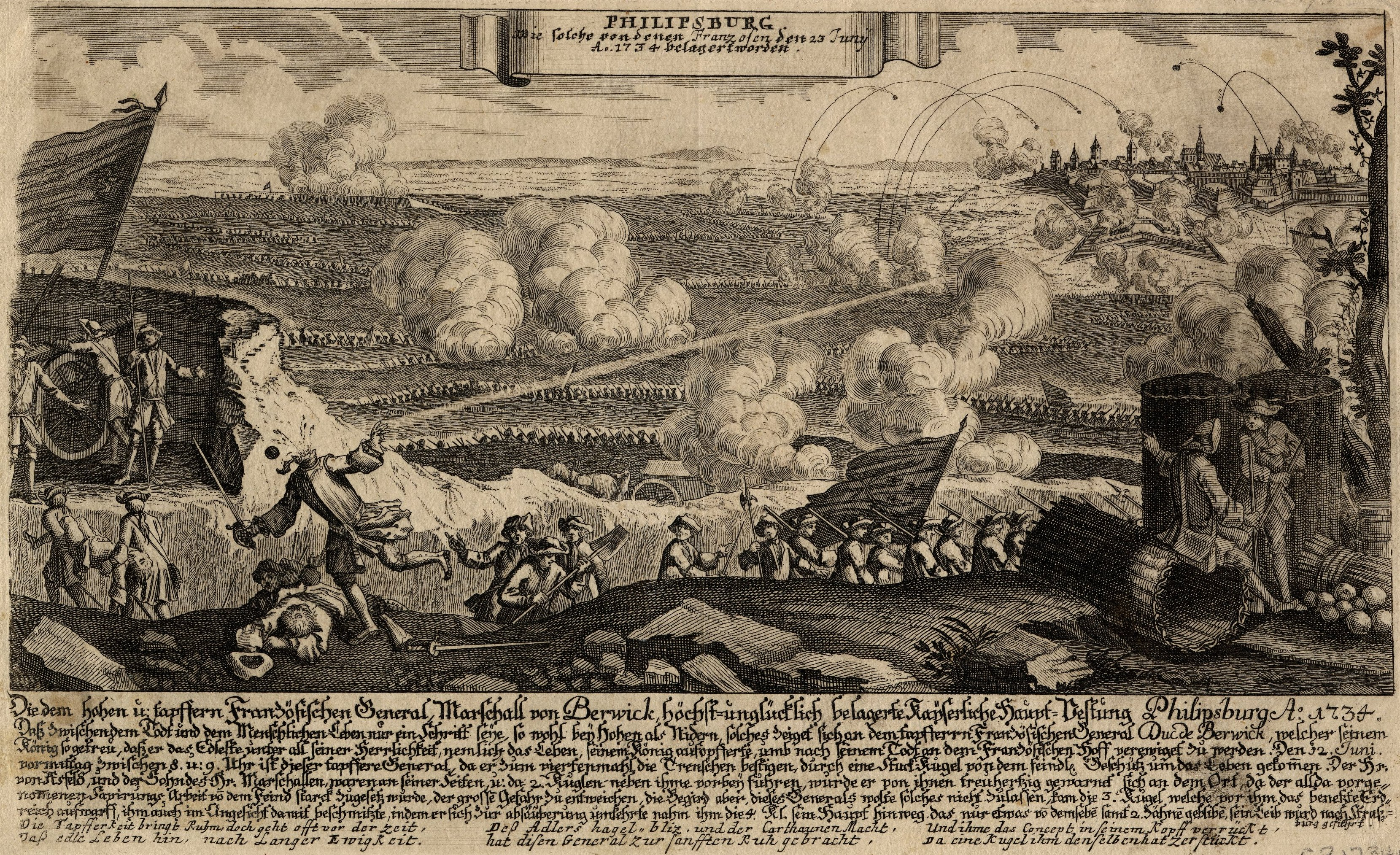
L'assedio di Philippsburg, con la scena della morte per una cannonata del Maresciallo Berwick

Il duca di Berwick durante l'assedio, fu ucciso da una granata, o da una palla di cannone mentre ispezionava una trincea. Claude François Bidal d'Asfeld fu nominato Maresciallo di Francia e ricevette il comando supremo dell'esercito del Reno. Il 22 giugno il nuovo generale fece attaccare un sentiero coperto della fortezza, che porto alla cattura di 60 prigionieri e alla rimozione di un bastione.
Un mese dopo, il 18 luglio, la fortezza si arrese e la guarnigione fu congedata con onore. Il comandante imperiale della fortezza, il barone von Wuttgenau, fu promosso a feldmaresciallo tenente per la lunga difesa sostenuta contro la soverchiante forza nemica. Il conte Friedrich Heinrich von Seckendorff, che per qualche tempo guidò il comando dell'esercito, si distinse come comandante dell'esercito imperiale, il quale ora si stava ritirando da Philippsburg verso Bruchsal.
Nell'ottobre del 1734 il principe Eugenio consegnò il comando supremo dell'esercito del Reno a Karl Alexander von Württemberg, che aveva dotato le fortezze di Friburgo, Breisach e Magonza, ancora sotto il comando imperiale, di truppe e rifornimenti sufficienti per un assedio. Il generale von Seckendorff organizzò la creazione di una nuova posizione difensiva lungo il Reno tra Coblenza e Magonza e divenne governatore di quest'ultima fortezza.
L'imperatore Carlo VI non accettò l'offerta del re Federico Guglielmo I di rafforzare l'esercito imperiale sul Reno con 50000 uomini, perché non voleva fare concessioni ai prussiani nella successione Jülich-Berg. Invece, nell'estate del 1735, l'imperatore autorizzò il passaggio delle truppe russe attraverso il territorio tedesco per rafforzare il fronte del fiume Neckar, ora minacciato. Nell'estate del 1735 il principe Eugenio si recò nuovamente al fronte su richiesta dell'imperatore, nel suo quartier generale a Heidelberg. Alla fine di agosto vi arrivarono anche i primi reggimenti russi sotto il generale Lacy.
Le forze francesi continuarono ad avanzare lungo il Reno fino a Magonza, ma il crescere del numero dell'esercito imperiale, ora rinforzato anche dai reggimenti russi, riuscì a impedire alla Francia di stabilire un assedio in loco. Eugenio così passò all'offensiva: una forza di 30000 uomini sotto il comando del generale della cavalleria Friedrich Heinrich von Seckendorff avanzò con 30000 uomini sopra l'Hunsrück, attraversò il Reno, e il 20 ottobre respinse le truppe francesi vicino a Salmbach, spingendoli indietro verso Treviri, e infine sconfiggendoli a Clausen nell'ottobre 1735, prima che fossero raggiunti i termini preliminari della pace con l'armistizio dell'11 novembre 1735. Fino a questa data, le truppe Friedrich Heinrich von Seckendorff tennero sotto controllo i francesi nella regione dell'Eifel e sul Reno.

### Italia

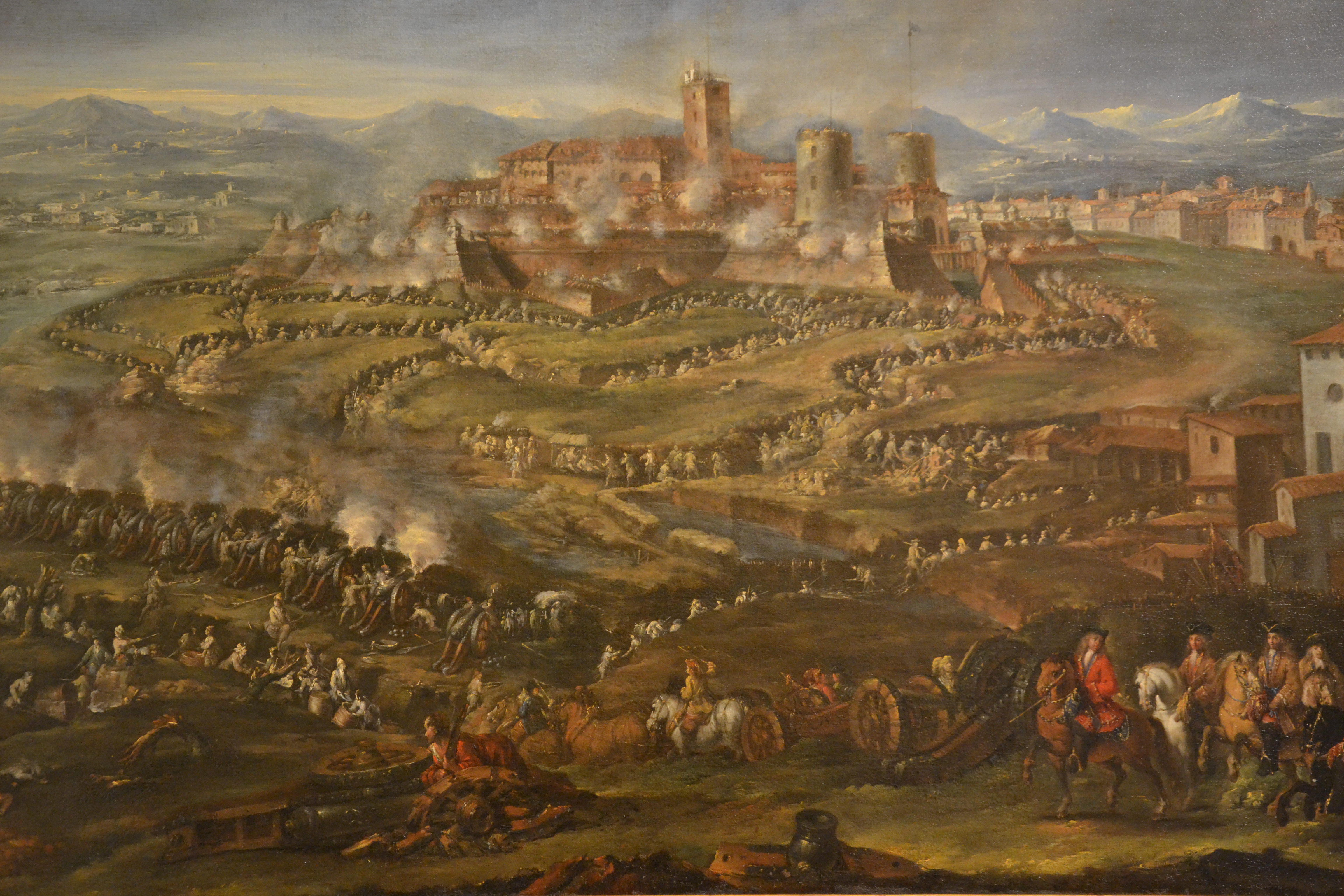
L'assedio a Milano

Le truppe francesi e sabaude, ammontanti a oltre 50000 uomini, sotto il comando di Carlo Emanuele, entrarono in territorio milanese già il 24 ottobre, incontrando una resistenza minima, poiché le forze austriache nel ducato consistevano di solo 12000 uomini. Entro il 3 novembre la stessa città di Milano si arrese, anche se il governatore austriaco, il conte Wirich Philipp von Daun, presidiava ancora la fortezza. Il gran maresciallo di Francia, il duca di Villars, si unì a Carlo Emanuele a Milano l'11 novembre. Mentre Villars voleva muoversi immediatamente contro Mantova per assicurarsi il controllo dei passi alpini contro i rinforzi austriaci, Carlo Emanuele, diffidente nei confronti dei suoi alleati francesi e dei loro rapporti con la Spagna, cercò di assicurarsi il controllo del milanese. L'esercito trascorse i tre mesi successivi liquidando l'opposizione austriaca nelle restanti città fortificate del ducato. Villars cercò di convincere don Carlos di Parma a unirsi alla spedizione contro Mantova, ma Carlos si concentrò sulla campagna a Napoli. Villars iniziò a muoversi contro Mantova, ma Carlo Emanuele resistette e l'esercito fece pochi progressi. All'inizio di maggio, un esercito austriaco di 40000 uomini sotto il conte Claude Florimond de Mercy attraversò le Alpi e minacciò di avvicinarsi alle retrovie dell'esercito francese con una manovra di aggiramento. Villars rispose ritirandosi da Mantova e tentando senza successo di interrompere l'attraversamento del Po da parte dell'esercito austriaco. Villars, frustrato dalla tattica dilatoria di Carlo Emanuele, si ritirò il 27 maggio. Si ammalò durante il ritorno in Francia e morì a Torino il 17 giugno.
Le forze di Mercy tentarono ripetutamente di attraversare il torrente Parma nel mese di giugno, ma solo alla fine di quel mese riuscirono ad attraversare il corso d'acqua e ad avvicinarsi alla città di Parma, dove le forze alleate, ora al comando dei marescialli francesi de Broglie e Coigny, si erano trincerate. Nella battaglia di Colorno prima e in una sanguinosa battaglia vicino al paese di Crocetta il 29 giugno, gli austriaci furono respinti, Mercy fu ucciso e Federico di Württemberg, il secondo in comando, fu ferito. Carlo Emanuele tornò il giorno dopo per riprendere il comando, e riprese la sua tattica dilatoria, non riuscendo ad inseguire immediatamente gli austriaci in ritirata. Gli austriaci si ritirarono verso il Po, dove furono rinforzati da ulteriori truppe sotto il comando del feldmaresciallo Königsegg. Dopo due mesi di inazione, durante i quali gli eserciti si affrontarono al di là del fiume Secchia, il 15 settembre Königsegg approfittò del lassismo del nemico ed eseguì un'incursione nel quartier generale di Coigny a Quistello, quasi catturando Coigny e prendendo tra gli altri premi, le porcellane di Carlo Emanuele. Due giorni dopo i francesi si ritirarono in una posizione vicino a Guastalla in risposta alle manovre austriache, ma un distaccamento di quasi 3000 uomini fu circondato e catturato dagli austriaci in avanzata. Il 19 settembre Königsegg attaccò la posizione alleata a Guastalla e, in un altro sanguinoso scontro, fu sconfitto, perdendo tra gli altri Federico di Württemberg. Königsegg si ritirò oltre il Po, prendendo una posizione difensiva tra il Po e l'Oglio, mentre il re di Sardegna sfruttò la sua vittoria. Quando ritirato la maggior parte dell'esercito alleato a Cremona, gli austriaci avanzarono sulla riva nord del Po fino all'Adda, prima che entrambi gli eserciti entrassero nei quartieri invernali nel dicembre 1734.

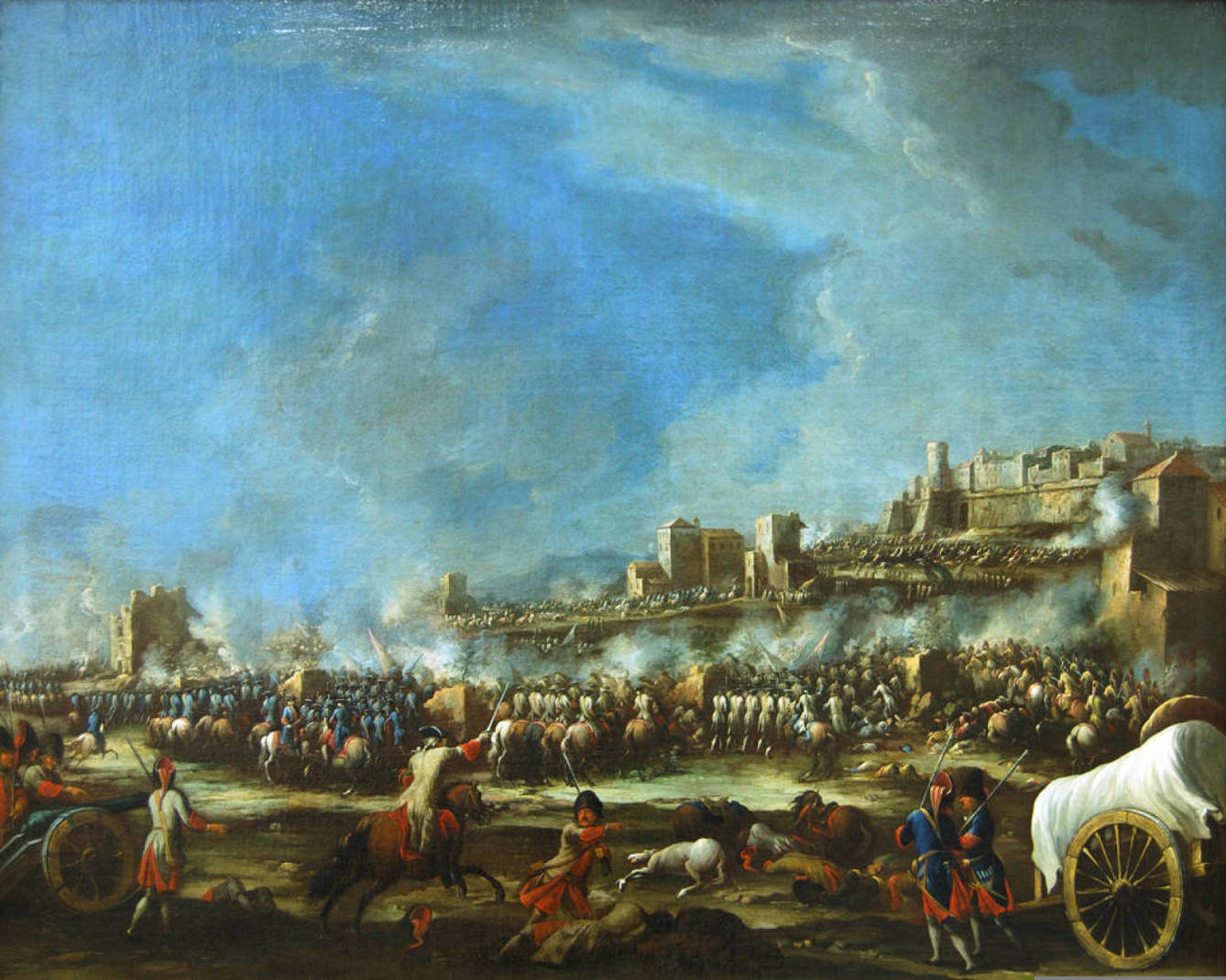
La battaglia di Bitonto; Giovanni Luigi Rocco

Nell'Italia meridionale, gli austriaci, adottando una strategia difensiva per proteggere un gran numero di fortezze, furono sonoramente sconfitti. Don Carlos radunò un esercito composto principalmente da spagnoli, ma anche da truppe francesi e sabaude. Spostandosi verso sud attraverso lo Stato Pontificio, il suo esercito aggirò la prima linea di difesa austriaca a Mignano, costringendoli a ritirarsi nella fortezza di Capua. Poi praticamente senza combattere entrò a Napoli accolto dai notabili della città, poiché il viceré austriaco era fuggito verso Bari, e le fortezze tenute dagli austriaci in città furono occupate rapidamente. Pur mantenendo il blocco dei più forti presidi austriaci a Capua e Gaeta, il grosso dell'esercito alleato si concentrò sulle rimanenti forze austriache. Queste tentarono di resistere ma alla fine di maggio furono sconfitte a Bitonto. Capua e Gaeta furono poi adeguatamente assediate, mentre le fortezze austriache in Sicilia furono rapidamente sottomesse. Gaeta si arrese in agosto, mentre Capua resistette fino a novembre quando il suo comandante, Otto Ferdinand von Abensberg und Traun, finalmente negoziò i termini della resa quando rimase senza munizioni. Anche il pretendente giacobita ai troni del Regno Unito e della Francia, Carlo Edoardo Stuart, che all'epoca aveva meno di 14 anni, partecipò all'assedio francese e spagnolo di Gaeta, facendo la sua prima esposizione in battaglia. Nel 1734 con la conquista borbonica delle Due Sicilie, decisa con la battaglia di Bitonto, i Regni di Napoli e Sicilia ritornano indipendenti, dopo oltre due secoli di dominazione politica prima spagnola e poi austriaca.
Gli eserciti nel nord Italia soffrirono in modo significativo durante l'inverno, con notevoli perdite per malattie e diserzioni. Per la campagna del 1735 le forze alleate nell'Italia settentrionale passarono sotto il comando del duca di Noailles, elevato a maresciallo dopo i suoi contributi nella campagna del Reno. A maggio si unirono anche le forze spagnole, ora disponibili dopo i successi nel sud. In risposta a questa minaccia, Königsegg si ritirò nel vescovado di Trento, lasciando però ben difesa la città fortezza di Mantova. A questo punto le divisioni tra gli alleati divennero evidenti, poiché la Spagna rivendicava Mantova e si rifiutava di garantire Milano a Carlo Emanuele. In risposta, Carlo Emanuele rifiutò di permettere l'uso del suo equipaggiamento d'assedio contro Mantova. Di conseguenza, l'esercito franco-spagnolo non poté fare altro che bloccare la città. Quando Carlo Emanuele ritirò le sue forze dalla zona, gli alleati furono costretti a ritirarsi, e gli austriaci assediati sfruttarono l'occasione, recuperando la maggior parte del milanese in novembre, trovando una scarsa opposizione.

## Verso la fine del conflitto
Le operazioni militari si presentavano insoddisfacenti su tutti i fronti e si protraevano stancamente, anche perché Carlo d'Asburgo aveva necessità di farsi riconoscere la Prammatica Sanzione da parte delle altre case regnanti d'Europa, tra cui i Borbone di Francia e Spagna con i quali l'Austria si trovava in guerra. Carlo d'Asburgo, quindi, più che controbattere, subiva la guerra con la Francia. Ma anche la Francia, avendo compreso che il trono polacco era definitivamente perduto, non aveva più interesse a continuare la guerra all'Austria.
Tutti i contendenti si resero conto che era necessario chiudere le ostilità. Però, mancavano le proposte per aprire i negoziati di pace.
L'occasione si presentò quando fu annunciato il matrimonio tra Francesco Stefano di Lorena e Maria Teresa d'Asburgo. Questa circostanza offrì alla Francia l'opportunità per proporre di assegnare a Stanislao Leszczyński il Ducato di Lorena in cambio del riconoscimento della “prammatica sanzione”, con l'obiettivo, tutt'altro che celato, di evitare che la Lorena e l'Austria restassero sotto il medesimo scettro.
Ma Francesco Stefano era pur sempre il futuro marito dell'erede al trono d'Austria; la qual cosa sconsigliava che egli fosse privato della sua terra d'origine in nome della ragion di stato. L'impasse spinse il Re di Prussia, Federico Guglielmo I, a dichiararsi favorevole alla proposta francese con la variante di assegnare a Francesco Stefano il Granducato di Toscana, quale compenso per la perdita del suo territorio. Le cancellerie delle potenze impegnate nella guerra si attivarono in tal senso e portarono a conclusione il conflitto.
Questi avvenimenti si svolsero nell'arco di tempo tra il 30 ottobre 1735 (data dei cosiddetti preliminari di Vienna) e il 18 novembre 1738 (data del terzo trattato di Vienna) e si conclusero con la Pace di Parigi del 1º giugno 1739 che pose fine alla guerra di successione polacca.
Negli anni successivi alla Pace di Parigi, la Lorena fu progressivamente assorbita nel territorio francese, divenendo una semplice provincia. La Francia perse il controllo di Acadia e Terranova; l'Inghilterra ottenne Acadia, Terranova, Minorca, Gibilterra e il monopolio sugli schiavi neri; gli Asburgo mantennero i Paesi Bassi del Sud e il Ducato di Milano e acquisirono il Granducato di Toscana, scambiato da Francesco Stefano con la Lorena come clausola del trattato e per poter sposare Maria Teresa d’Austria.

## L'analisi
Occorre, però, analizzare più nel dettaglio le vere ragioni e gli avvenimenti che portarono alla firma del trattato di Vienna nel 1738 e alla successiva Pace di Parigi, nonché le conseguenze che gli accordi sottoscritti arrecarono in tutta Europa, ripercorrendo le vicende testé descritte alla luce delle motivazioni politiche che indirizzarono i monarchi nelle loro scelte.
La politica estera di Luigi XV, sulla scia di quella del suo predecessore e attuata con sapiente maestria dal suo primo ministro, era tutta orientata al ridimensionamento della potenza asburgica la quale aveva subito una notevole impennata dopo la conclusione della guerra per la successione al trono di Spagna. Infatti, benché la Spagna e i suoi possedimenti caraibici e sudamericani fossero caduti nelle mani francesi dei Borbone, gli Asburgo avevano ottenuto in cambio tanti di quei territori in Europa da trasformare l'Austria nella più grande potenza continentale.
La politica di Luigi XV era sostenuta da Filippo V Re di Spagna e dalla seconda moglie di quest'ultimo, Elisabetta Farnese, i quali, come innanzi detto, intravedevano nella strategia del monarca francese la possibilità di acquisire territori per i figli don Carlo e Filippo.
All'inizio degli anni trenta, il Re di Francia, avendo preso atto di aver perduto ogni ascendenza sulla Polonia, entrata definitivamente sotto l'influenza della Russia e dell'Austria per mano del Re Augusto II di Sassonia, era stato costretto a rivolgere la sua attenzione all'Italia, nel tentativo di creare un argine sul fronte meridionale dell'impero asburgico.
In occasione del trattato di Torino del 26 settembre 1733, Luigi XV sottoscrisse un accordo con Carlo Emanuele III di Savoia, al quale prometteva la cessione della Lombardia in cambio della cessione della Savoia alla Francia. Subito dopo, il 7 novembre 1733, sottoscrisse con Filippo V il trattato dell'Escorial mediante il quale prometteva territori in Italia a entrambi i figli di Elisabetta Farnese.
I due trattati, però, non apparivano in perfetta sintonia, soprattutto perché l'accordo dell'Escorial non confermava appieno gli impegni presi a Torino con il Savoia. Anzi davano a intendere addirittura la possibilità di un'egemonia della Spagna sul milanese, ridimensionando la sovranità e l'autonomia dei Savoia. Circostanza della quale Carlo Emanuele ebbe immediata contezza all'indomani dell'occupazione di Milano da parte delle sue truppe, avvenuta il 10 dicembre 1733.
I rapporti di alleanza tra la Francia, la Spagna e i Savoia subirono, di conseguenza, un notevole ridimensionamento, ma non al punto da indurre il Re sabaudo a un rovesciamento di alleanza a favore degli imperiali. Carlo Emanuele preferì attendere, invece, la conclusione delle trattative dirette tra la Francia e l'Austria, ben sapendo che era in atto una mediazione anglo-olandese che si prefiggeva anche lo scopo di favorire il mantenimento di uno Stato sabaudo come forza di interposizione tra gli Asburgo e i Borbone in Italia.

## Gli accordi di pace

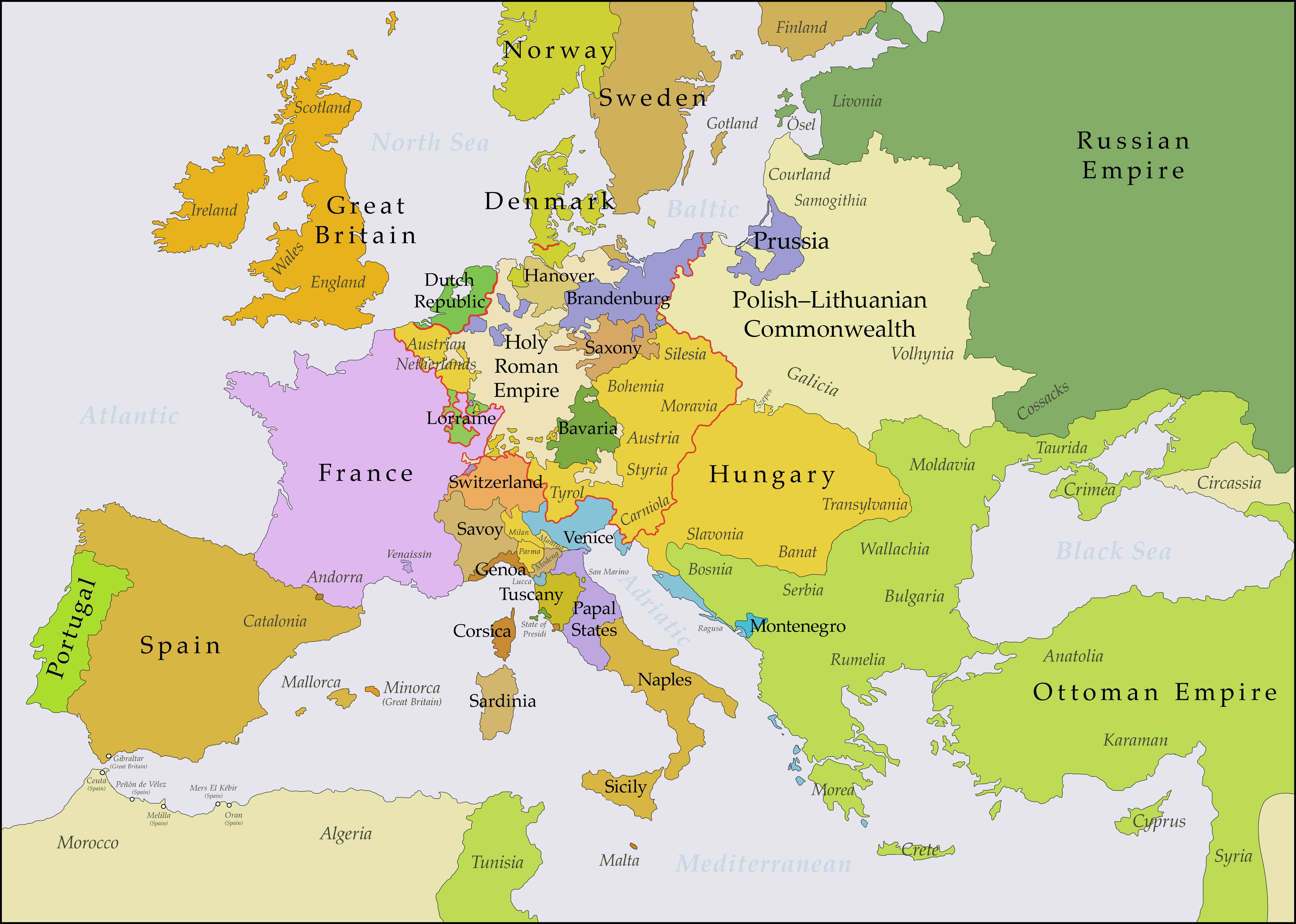
L'Europa nel 1739, dopo la firma del Trattato di Vienna

Dopo due anni di azioni belliche, 1734 e 1735 (tra il 26 maggio e il 5 giugno 1734, nella battaglia di Colorno; il 29 giugno 1734, nella battaglia di San Pietro, avvenuta nei pressi di Parma, precisamente alla Crocetta, battaglia molto sanguinosa nella quale caddero migliaia di soldati e il comandante supremo austriaco; e il 19 settembre 1734 nella battaglia di Guastalla), la Francia e l'Austria sottoscrissero il 3 ottobre 1735 un preliminare di pace contenente il riassetto degli Stati italiani.
Gli accordi prevedevano l'assegnazione del Granducato di Toscana a Francesco III Stefano di Lorena, una volta scomparso Gian Gastone, ultimo rappresentante della dinastia de' Medici, per compensare l'assegnazione della Lorena al Leszczyński.
L'Austria manteneva il porto franco di Livorno ma cedeva a don Carlo di Borbone lo Stato dei Presidii, il Regno di Napoli e la Sicilia.
Lo stato sabaudo veniva potenziato con l'acquisizione delle Langhe e dei territori occidentali del milanese e veniva autorizzato, inoltre, alla costruzione di piazzeforti nei territori appena conquistati. L'Austria si vedeva riconosciuta la Prammatica Sanzione del 1713 e le veniva restituito il Ducato di Parma e Piacenza.
I preliminari di Vienna del 1735, innanzi descritti, furono recepiti prima nel terzo trattato di Vienna del 1738 e poi nella Pace di Parigi del 1739 che sistemò definitivamente la questione della Lorena.

## L'epilogo
Gli accordi sottoscritti dalla Francia e dall'Austria con il terzo trattato di Vienna del 1738 avrebbero dovuto costituire per gli Stati italiani una sistemazione definitiva e stabile nel quadro della politica di equilibrio tra tutte le maggiori potenze europee della prima metà del XVIII secolo. Invece l'assetto geopolitico dell'Italia, nato a conclusione della guerra di successione polacca, sarebbe stato nuovamente turbato nello spazio di qualche anno.
La Pace di Parigi, nel chiudere la guerra di successione polacca, sancì anche il ridimensionamento della potenza asburgica che era uscita notevolmente rafforzata dalla conclusione della precedente guerra di successione al trono di Spagna.
Infatti, se è vero che sul trono polacco era salito il candidato austro-russo, è altrettanto vero che il nuovo sovrano navigava più nell'orbita russa che non in quella asburgica. Così come se è vero che all'Austria fu assegnato il Granducato di Toscana nonché il Ducato di Parma e Piacenza è altrettanto vero che tale assegnazione avvenne a prezzo della cessione della Lorena alla Francia, dei territori occidentali del milanese al Piemonte, nonché dei Regni di Napoli e di Sicilia a don Carlo di Borbone.
La pace tanto attesa in Europa sembrava che fosse stata finalmente raggiunta. Fu una illusione di breve durata. Di lì a qualche anno sarebbe scoppiato un altro grande conflitto, la guerra di successione austriaca, che avrebbe avuto come protagonista proprio la dinastia più potente del continente, gli Asburgo.